# 湯浅直宗
湯浅 直宗（ゆあさ なおむね）は、戦国時代から安土桃山時代にかけての武将。織田信長の近習。

## 生涯
天文14年（1545年）に誕生した。『湯浅甚助直宗傳記』によると、本国は紀州湯浅郷で、尾張清洲で生まれたという。幼少の時に父に先立たれ、信長の命で中島主水正の聟となり、父同様に信長に仕えた。
永禄3年（1560年）、桶狭間の戦いの際には14歳の小姓だったが、信長は少年の出陣は無用として尾州笠寺の法印に預けられていた。しかし戦が始まった後で小姓衆は信長の替え馬に乗って勝手に出陣して、敵と槍を合わせ、首を獲るなど手柄を上げたので、信長に見せに行ったところ、軍令違反であると激怒されて本陣に戻るように命令されたが、その後、今川義元を討ち取る大勝利に気をよくした信長に許され、武勇を褒められた。
永禄12年（1569年）8月、伊勢大河内城攻めに従軍。『信長公記』によると、尺限廻番衆の1人。
元亀元年（1570年）8月、南方への出陣に従軍し、春日井堤にて大坂の兵と戦った。同2年（1571年）5月、伊勢長島攻め、天正元年（1573年）8月13日の朝倉軍追撃で戦功を上げた。
天正3年（1575年）5月21日、長篠の戦いでは滝川一益の配下として活躍し、馬場信春の陣を打ち崩して首級を上げて、信長より感状を受けた。
天正6年（1578年）12月、有岡城攻囲戦に参加し、高槻城を守った。
天正10年（1582年）、明智光秀の起こした本能寺の変の際、町宿に泊まっていたが、火急を聞きつけて本能寺に駆けつけた。奮戦したが、討ち死にした。享年38。